# Laho Ferenc
Laho Ferenc (Radvány, Zólyom megye, 1725. augusztus 16. – Ungszenna, 1774.) ágostai evangélikus lelkész.

## Élete
Laho István és Czembel Katalin fia. 1750. április 16-án iratkozott be a wittenbergi egyetemre, ahol könyvtárnoki hivatalt is viselt. Visszatérve hazájába, 1753. július 26-án, a pongyeloki (Gömör megye) egyházba ordinálták papnak; innét 1756-ban Szennára (Ung megye) ment szintén lelkésznek, ahol 1774-ben meghalt.

## Műve
- Commentatio qua de propagatione Lucis Evangelii seculo nati Christi primo apud maiores hodiernorum Hungariae incolarum ita exponitur ut civilis simul gentis notitia indicetur auctore ... Vitembergae, 1753